# Nové Heřmínovy
Nové Heřmínovy är en ort i Tjeckien. Den ligger i den östra delen av landet, 220 km öster om huvudstaden Prag. Nové Heřmínovy ligger 401 meter över havet och antalet invånare är 263.
Terrängen runt Nové Heřmínovy är platt söderut, men norrut är den kuperad. Nové Heřmínovy ligger nere i en dal. Runt Nové Heřmínovy är det ganska glesbefolkat, med 25 invånare per kvadratkilometer. Närmaste större samhälle är Krnov, 14,5 km nordost om Nové Heřmínovy. Omgivningarna runt Nové Heřmínovy är en mosaik av jordbruksmark och naturlig växtlighet.